# Rotmantelspecht
Der Rotmantelspecht (Colaptes rivolii) ist eine Vogelart aus der Familie der Spechte (Picidae). Lange Zeit wurde der Specht unter der Gattung Piculus rivolii geführt. Neuere genetische Analysen zeigen auf, dass der Rotmantelspecht im phylogenetischen Baum unter der Gattung Colaptes einzuordnen ist. Die Art hat ein großes Verbreitungsgebiet, das die südamerikanischen Länder Bolivien, Peru, Ecuador, Kolumbien und Venezuela umfasst. Der Bestand wird von der IUCN als nicht gefährdet (Least Concern) eingeschätzt.

## Merkmale
Der Rotmantelspecht erreicht eine Körperlänge von etwa 28 Zentimetern. Die Krone und der größte Teil der Oberseite sind karminrot. Auf den Oberschwanzdecken finden sich schwarze Gittermuster. Der Schwanz ist schwarz. Die Handschwingen weisen olivfarbene Ränder auf. An den Seiten des Kopfes ist er gelblich weiß. Darunter befindet sich ein bartähnlicher karminroter Streifen. Die Kehle ist schwarz und hat mehr oder weniger intensive weiße Flecken. Der Rest der Unterseite ist goldgelb bis senffarben. Die Brust und die Seiten haben schwarze Flecken. Das Weibchen hat im Gegensatz zum Männchen schwarze Bartstreifen und eine schwarze Krone. Die Kehle ist schwarz-weiß getüpfelt.

## Verbreitung und Lebensraum
Die Art kommt an den moosbewachsenen Nebelwäldern und der typischen Vegetation des Páramo in Höhen zwischen 950 und 3700 Metern vor. Hier findet man ihn an vereinzelten Bäumen, aber auch in den niedrigen Büschen der Höhenlagen.

## Verhalten
Im Feld sieht man diesen Specht meist alleine und in Paaren, hin und wieder auch begleitet von gemischten Vogelscharen. Er erkundet, hackt und durchsucht praktisch in allen Straten das Moos sowie die an den Bäumen befindlichen Epiphyten. Hin und wieder sieht man ihn bei der Suche nach Insekten auch auf dem Boden. Weitere typische Pflanzen, die der Specht besucht, sind Puya und Espeletia. Meist untersucht er nur die Stämme und dicken Äste der Bäume. Eher untypisch ist das Trommeln und Hämmern, wie man es bei anderen Spechtarten beobachten kann. Trotzdem kann dies in seltenen Fällen vorkommen.

## Unterarten
Es sind fünf Unterarten beschrieben, die sich vor allem in ihrer Färbung und ihrem Verbreitungsgebiet unterscheiden:
- Colaptes rivolii rivolii (Boissonneau, 1840)[3] – Im Nordwesten Venezuelas in der Sierra de Perijá sowie in den südlichen Anden bis das östliche Zentralkolumbien präsent. Nominatform.
- Colaptes rivolii meridae (Chapman, 1923)[4] – Kommt im Westen Venezuelas in den Bundesstaaten Mérida und Táchira vor. Hat an der Kehle nur wenige bis keine Flecken.
- Colaptes rivolii quindiuna (Chapman, 1923)[5] –  Anden des nördlichen Zentralkolumbien. Gleicht C. r. brevirostris ist aber deutlich größer.
- Colaptes rivolii brevirostris (Taczanowski, 1875)[6]. Präsent im Südwesten Kolumbiens über Ecuador bis in den Süden sowie Zentralperu. Ist etwas kleiner als Nominatform. Der Schnabel ist etwas kürzer. Kehle und Bürzel sind schwarz ohne weiße Flecken. Im oberen Brustbereich finden sich zusätzlich rote Flecken.
- Colaptes rivolii atriceps (Sclater,PL & Salvin, 1876)[7] – Kommt im Südosten Perus und im westlichen und zentralen Bolivien vor. Das Männchen hat eine schwarze und keine rote Krone.
- Colaptes rivolii zuliensis (Aveledo & Pérez 1989)[8] ist in der Sierra de Perijá verbreitet.

## Namengebung
Auguste Boissonneau beschrieb den Specht zuerst unter dem Namen Picus Rivolii. Er widmete das wissenschaftliche Taxon François Victor Masséna, zweiter Herzog von Rivoli und dritter Fürst von Essling. In seiner Widmung nennt er ihn einen der eifrigsten Ornithologen sowie Besitzer einer der bedeutendsten Vogelsammlungen, hauptsächlich der Gattung Picus, für die er eine Monographie schrieb (Originaltext: Nous dédions cette belle espèce à Masséna, duc de Rivoli, L'un des ornithologistes les plus zélés et possesseur le genre Picus, dont il prépare une Monographie).